# Weihnachtslied, chemisch gereinigt
Weihnachtslied, chemisch gereinigt ist ein Gedicht des deutschen Schriftstellers Erich Kästner. Es erschien erstmals in der Weihnachtsausgabe 1927 der Zeitschrift Das Tage-Buch. Ein Jahr später nahm Kästner es in seine erste Gedichtsammlung Herz auf Taille auf. Seither wurde es in verschiedenen Anthologien abgedruckt und von zahlreichen Künstlern vorgetragen.
Das Gedicht parodiert das bekannte Weihnachtslied Morgen, Kinder, wird’s was geben und verkehrt dessen Inhalt in die Aussage, dass es für arme Kinder nichts geben wird. Es folgen satirische Begründungen, warum Geschenke und ein prachtvolles Weihnachtsfest für arme Kinder auch nicht notwendig oder erstrebenswert seien. Kästner reagierte mit dem Gedicht auf die sozialen Spannungen in der Weimarer Republik. Dazu unterzog er die Sentimentalität des Weihnachtsfestes einer „chemischen Reinigung“ im desillusionierenden und sprachlich nüchternen Stil der Neuen Sachlichkeit.

## Form
Das Gedicht Weihnachtslied, chemisch gereinigt besteht aus fünf Strophen zu je sechs Versen. Gemäß seinem Untertitel orientiert es sich am Weihnachtslied Morgen, Kinder, wird’s was geben. Es ahmt dessen akzentuierende Metrik nach, die vollständig aus trochäischen Versen besteht. Das Reimschema jeder Strophe wird aus einem Kreuzreim mit abschließendem Paarreim gebildet ([ababcc]). Die allesamt vierhebigen Verse enden im Kreuzreim abwechselnd mit einer unbetonten und einer betonten Silbe, wechseln also zwischen Akatalexe und Katalexe, während die Verse der Paarreime durchgängig katalektisch sind.

## Inhalt

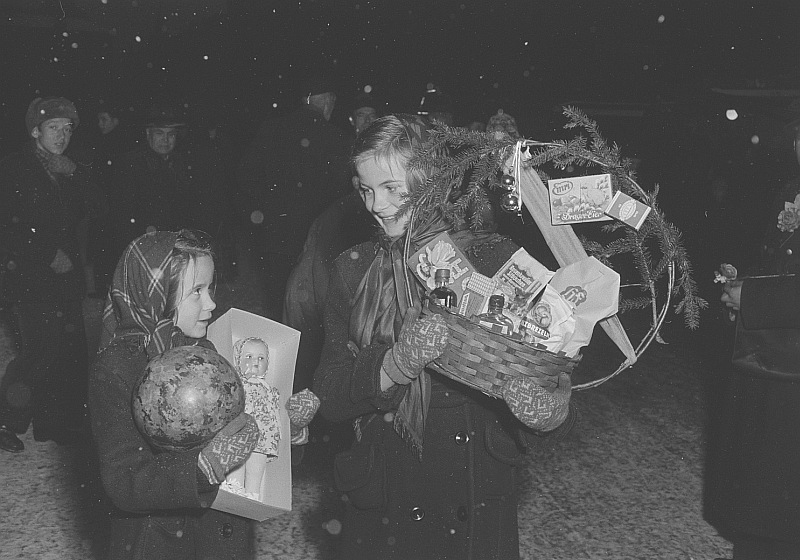
Kinder mit Geschenken auf dem Weihnachtsmarkt, Foto von Renate und Roger Rössing, 1952

Das Gedicht beginnt mit der Feststellung: „Morgen, Kinder, wird’s nichts geben!“ Geschenke gebe es nur für die, die bereits haben. Für die anderen genüge das Geschenk des Lebens. Auch ihre Zeit komme irgendwann, doch noch nicht morgen. Man dürfe nicht traurig über die Armut sein, sie werde von den Reichen geliebt und entbinde sowohl von unmodernen Geschenken als auch von Verdauungsbeschwerden. Ein Christbaum sei nicht nötig, das Weihnachtsfest könne auch auf der Straße genossen werden, das vom Kirchturm verkündete Christentum erhöhe die Intelligenz. Die Armut könne auch Stolz lehren. Wenn man sonst kein Holz für den Ofen habe, solle man eben das Brett vor seinem Kopf verbrennen. Durch das Warten lerne man Geduld, lerne fürs Leben. Gott in seiner umfassenden Güte sei jedenfalls nicht zur Rechenschaft zu ziehen. Das Gedicht endet mit dem Ausruf: „Ach, du liebe Weihnachtszeit!“

## Stil und Sprache
Weihnachtslied, chemisch gereinigt ist eine Parodie auf das bekannte Weihnachtslied Morgen, Kinder, wird’s was geben, dessen Text von Karl Friedrich Splittegarb verfasst wurde. Es widerspricht dessen Titel und verkehrt ihn in die gegenteilige Aussage „Morgen, Kinder, wird’s nichts geben!“ Hans-Georg Kemper sprach vom umgekehrten Verfahren einer Kontrafaktur, der geistlichen Umdichtung eines weltlichen Gesangs, die hier in ridikülisierender und satirischer Absicht geschehe. Neben Morgen, Kinder, wird’s was geben zitiert Kästner im Gedicht auch andere traditionelle Lieder aus der Weihnachtszeit: Morgen kommt der Weihnachtsmann, Stille Nacht, heilige Nacht sowie den Psalmvers „Herr, deine Güte reicht, so weit der Himmel ist“.
Doch Kästner „zerfetzt“ laut Hermann Kurzke „die Lieder und Sentenzen der Weihnachtszeit“, um mit ihren Sentimentalitäten zu brechen. Seine Sprache sei „flott und frech, spöttisch bis höhnisch, nicht süß sondern gesalzen“. Sie bediene sich eines modernen und saloppen Vokabulars, umgangssprachlicher Wendungen wie „drauf pfeifen“ oder nüchterner Markennamen wie Osrambirnen. Statt „Christentum, vom Turm geblasen“ verbreite das Gedicht Unromantik und Illusionslosigkeit. In seiner „chemischen Reinigung“ des Weihnachtsfests bedient es sich der stilistischen Mittel der Neuen Sachlichkeit mit realistischem, zeitkritischem Inhalt und nüchterner, distanzierter Sprache.

## Interpretation

### Zeitbezug und persönlicher Hintergrund

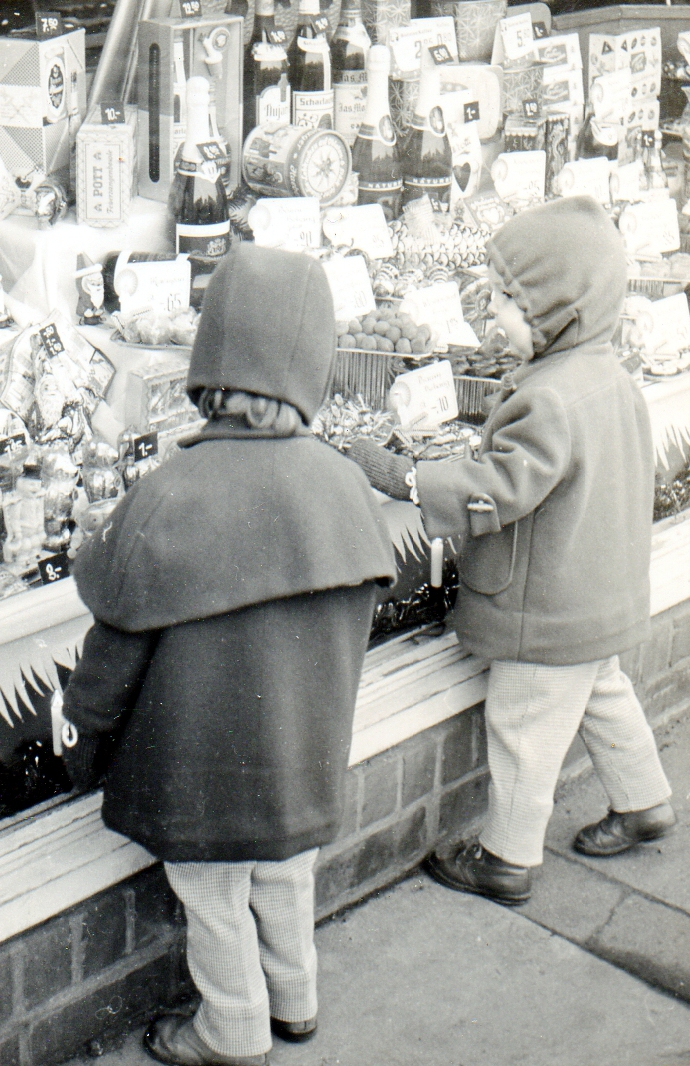
Kinder vor einem weihnachtlich dekorierten Schaufenster, 1959

Für Kurt Beutler beschreibt Kästners Gedicht Weihnachtslied, chemisch gereinigt das Weihnachtsfest „nicht als ein Fest der Freude, sondern als Tage, in denen die Kinder der Armen in besonderer Weise die Ungerechtigkeit und Härte ihres sozialen Schicksals erfahren“. Es formuliere mit den Mitteln der Ironie gleichermaßen Anklage und Resignation. Durch das Leid der Kinder rücke Kästner besonders den pädagogischen Aspekt in den Mittelpunkt. Dabei entlarve Kästner laut Ruth Klüger „die Scheinheiligkeit eines konsumbesessenen, sich karitativ gebärdenden Kapitalismus“. Stefan Neuhaus sah das Gedicht Weihnachten, chemisch gereinigt in der Reihe einer ganzen Anzahl weiterer Gedichte, mit denen Kästner wiederholt die sozialen Verwerfungen in der Weimarer Republik thematisiert habe. So beschrieb er auch in der Ballade vom Nachahmungstrieb die Auswirkungen sozialer Kälte auf Kinder. In Ansprache an Millionäre kritisierte er direkt die wirtschaftliche Ordnung der Weimarer Republik. Der Titel geht zurück auf die neu eingeführte chemische Reinigung, die zur Entstehungszeit des Gedichts zum allgemeinen Slogan geworden war, der – auf die unterschiedlichsten Bereiche angewandt – für eine besonders gründliche Säuberung und Entschleierung von Sachverhalten stand.
Laut Hermann Kurzke pendelte Kästner in seiner Jugend in der Äußeren Neustadt Dresdens selbst zwischen den Extremen der Armut und des Reichtums, zwischen der ärmlichen Dachwohnung seiner Eltern und der Villa des vermögenden Onkels Franz Augustin, die die Kinder lediglich durch den Dienstboteneingang bis zur Küche betreten durften. Die Erfahrung der Gegensätze von Arm und Reich habe Kästner ein Leben lang geprägt und sei mal idyllisch wie in Pünktchen und Anton oder Drei Männer im Schnee, mal satirisch verarbeitet worden wie im Gedicht Weihnachtslied, chemisch gereinigt. Kästners Lebensgefährtin und erste Biografin Luiselotte Enderle urteilte: „Kästners Werk und Leben kann man völlig auf diese ersten Milieuerfahrungen zurückführen.“

### „Linke Melancholie“
Walter Benjamin kritisierte 1931 die frühe Lyrik Kästners, darunter auch Weihnachtslied, chemisch gereinigt, als „linke Melancholie“ und „Nihilismus“. Die Gedichte befänden sich „links vom Möglichen überhaupt“; „in negativistischer Ruhe sich selbst zu genießen“ genüge ihnen. „Die Verwandlung des politischen Kampfes in einen Gegenstand des Vergnügens, aus einem Produktionsmittel in einen Konsumartikel – das ist der letzte Schlager dieser Literatur.“ Aus der Sicht Benjamins knebelte Kästner in seinen Gedichten „Kritik und Erkenntnis [, die] zum Greifen naheliegen, aber die wären Spielverderber und sollen unter keiner Bedingung zu Worte kommen“.
Hermann Kurzke stimmte knapp 75 Jahre später Benjamins Befund der „linken Melancholie“ zu. Zwar verstehe sich Kästner als Aufklärer, der ein verlogenes Fest und die herrschende Ungerechtigkeit demaskiere, doch wirke der Ton des Gedichts seltsam gebremst. Es steuere nicht auf einen Befreiungsakt oder eine Rebellion zu, sondern verbleibe unpolitisch. Kurzke führte dies auf den biografischen Hintergrund Kästners zurück, der Revolutionär sein wollte und gleichzeitig Musterschüler war. Zur Aussage des Gedichts wurde für Kurzke die moralische Haltung, ausgedrückt durch die Appelle, klug und stolz zu werden, fürs Leben zu lernen und zu lachen. Letztlich wohne dem Gedicht eine Sehnsucht inne, auch die armen Kinder mögen eines Tages an Weihnachtsbaum, Gänsebraten und Puppe teilhaben, auch die Armen würden eines Tages von den Reichen beschenkt, so unvernünftig und unwahrscheinlich diese Hoffnung auch sei.

### Verordnete Passivität und Widerspruch
Wulf Segebrecht stellte hingegen im Jahr 2006 die Frage, ob Benjamin Kästners Gedicht nicht genau genug gelesen habe, da er die zynische Absicht dahinter nicht erkannt habe. Das Gedicht unterbreite den Kindern in jeder Strophe einen Vorschlag, wie man sich mit seiner Armut zu Weihnachten arrangieren könne:
1. Warten auf eine künftige Bescherung in der fernen Zukunft,
2. Ablehnung von Geschenken, die sogar schädlich seien,
3. Begnügen mit dem öffentlichen Weihnachtsrummel,
4. überlegene Verachtung der Feierlichkeiten,
5. Vertrauen auf einen Gott, der für größere Dimensionen verantwortlich sei.

Jede Lehre führe letztlich zu einem Verharren in der Passivität, lege den Kindern nahe, sich mit ihrem Status abzufinden, statt sich aufzulehnen.
Noch verstärkt werde diese repressive Unterweisung durch Kästners erfundene Anmerkung zum Gedicht: „Dieses Gedicht wurde vom Reichsschulrat für das Deutsche Einheitslesebuch angekauft.“ Der Schulrat, dem Erhalt der öffentlichen Ruhe und Ordnung verpflichtet, sei daran interessiert, dass die armen Kinder sich in ihr Schicksal fügen, anstatt aufzubegehren. Gerade dies entlarve aber den Zynismus der Vorschläge, der vom Leser durchschaut werden solle. Der Leser werde zum Nachdenken über die Absichten hinter den vorgeführten Lehren angeregt und zum Widerspruch provoziert, ohne dass das Gedicht selbst einen solchen formuliere. Dieser Widerspruch befreie das Weihnachtsfest von falscher Sentimentalität wie politischer Instrumentalisierung; das Weihnachtslied werde mit den Mitteln der Neuen Sachlichkeit „chemisch gereinigt“. Mit Verweis auf den Kinderreport des Deutschen Kinderhilfswerks betonte Segebrecht fast 80 Jahre nach der Entstehung des Gedichts die noch immer ungebrochene Aktualität des Themas Kinderarmut.

## Veröffentlichungen und Adaptionen
Kästners Weihnachtslied, chemisch gereinigt wurde erstmals in der Weihnachtsausgabe 1927 der Zeitschrift Das Tage-Buch veröffentlicht. Im Jahr 1928 nahm Kästner es in seine erste Gedichtsammlung Herz auf Taille auf. Danach erschien das Gedicht in unveränderter Form in Auswahlbänden seiner Werke, so 1946 in Bei Durchsicht meiner Bücher und 1966 in Kästner für Erwachsene, sowie in diversen Anthologien zum Thema Weihnachten.
Zahlreiche Künstler haben das Gedicht rezitiert oder gesungen. Veröffentlicht wurden etwa Lesungen von Hans-Jürgen Schatz, Otto Mellies, Gerd Wameling und Ralf Bauer. Von einer frühen Lesung des Schauspielers Alfred Beierle für seine kurzlebige Plattenfirma Die neue Truppe aus dem Herbst 1930 existiert nur eine zerbrochene Schellackplatte im Deutschen Historischen Museum, die für eine Veröffentlichung des Deutschen Rundfunkarchivs restauriert wurde. Musikalische Interpretationen greifen oftmals auf die Originalmelodie von Morgen, Kinder, wird’s was geben von Carl Gottlieb Hering zurück, so beispielsweise jene von Gina Pietsch. Eine eigene Vertonung unterlegte dem Gedicht der Komponist Marcel Rubin.
2015 wurde das Gedicht von Saltatio Mortis auf deren Album Fest der Liebe vertont.

## Ausgaben (Auswahl)
- Erich Kästner: Herz auf Taille. Mit Zeichnungen von Erich Ohser. Curt Weller, Leipzig 1928 (Erstausgabe). Textgetreuer Neudruck: Atrium, Zürich 1985, ISBN 3-85535-905-9, S. 102–103.
- Erich Kästner: Bei Durchsicht meiner Bücher. Atrium, Zürich 1946, ISBN 3-85535-912-1, S. 103–104.
- Erich Kästner: Kästner für Erwachsene. S. Fischer, Frankfurt am Main 1966, ISBN 3-85535-912-1, S. 35.
- Erich Kästner: Zeitgenossen haufenweise. Band 1 der Werkausgabe in 9 Bänden. Herausgegeben von Harald Hartung und Nicola Brinkmann. Hanser, München 1998, ISBN 3-446-19563-7, S. 221.